# 田中吉和
田中 吉和（たなか よしかず）は、日本の料理人。「カレーのチャンピオン」を運営する株式会社チャンピオンカレーの創業者。現在の”金沢カレー”のレシピを初めて考案した人物。

## 人物
石川県出身。 父・田中計三郎は山中温泉でも腕を振るった和食の板前で、その影響で料理の道に進む。 16歳で洋食の道を志し、当時金沢市内にあった、『ガンコ堂』という洋食屋の店主の紹介で、東京の『東洋軒』へ修行に出る。その後、修行を終えた田中は北陸に戻り、石川や富山を中心にレストランやホテルで勤務し、その内のいくつかでは料理長も務める。1956年からは、鉄道弘済会が運営母体である『レストラン ニューカナザワ』に初代チーフコックとして勤務します。1961年に独立し、金沢市高岡町で『洋食タナカ』を開業。現在の金沢カレーの源流のカレーを提供し、人気を博したことにより徐々にカレー専門店化していく。1971年、常連客で銀行員であった岡田隆との共同経営で「ターバンカレー」を立ち上げるも、2年ほどで共同経営を解消。野々市に移転し、店名に苗字を足すかたちの『タナカのターバン』として営業を続ける。1996年、店名を「カレーのチャンピオン」に変更。
| スタブアイコン | サブスタブ | この項目は、まだ閲覧者の調べものの参照としては役立たない、人物に関連した書きかけの項目です。この項目を加筆・訂正などしてくださる協力者を求めています（P:人物伝/PJ:人物伝）。 |